# 職業訓練指導員 (航空機整備科)
職業訓練指導員 (航空機整備科)（しょくぎょうくんれんしどういん こうくうきせいびか）は、職業訓練指導員免許のうちの1つ。厚生労働省管轄。

## 受験資格
職業訓練指導員免許の受験資格と試験免除を参照。
航空機整備科においては、1等又は2等航空整備士又は航空工場整備士（航空法）の資格についての航空従事者技能証明書を有する者は、「実技」、「系基礎学科」、「専攻学科」の各試験が免除され、「指導方法」の学科試験のみでよい。

## 試験科目

### 学科試験
1. 指導方法（職業訓練原理、教科指導法、訓練生の心理、生活指導及び職業訓練関係法規）
2. 関連学科
  1. 系基礎学科
    1. 航空機工学（航空理論　航空機　電子装置　材料　航空機発動機　機体　測定法及び試験法　関係法規）
    2. 製図（読図法）
    3. 安全衛生（安全管理　衛生管理）

  2. 専攻学科
    1. 装備品（油圧系統　空調系統　酸素与圧系統）
    2. 整備法（整備法　検査法　整備及び検査機器）

### 実技試験
1. 航空機整備